# Раджгарх (округ)
Раджга́рх (хинди राजगढ़ जिला; англ. Rajgarh) — округ в индийском штате Мадхья-Прадеш. Образован в 1948 году. Административный центр — город Раджгарх. Площадь округа — 6153 км². По данным всеиндийской переписи 2001 года население округа составляло 1 254 085 человек. Уровень грамотности взрослого населения составлял 53,7 %, что выше среднеиндийского уровня (59,5 %). Доля городского населения составляла 17,3 %.